# Béatrice Joyaud
 (novembre 2022).
 (juin 2022).
Béatrice Joyaud (née Béatrice Boisseau) est collectionneuse d'art moderne et contemporain, mécène, romancière et avocate.

## Biographie
Diplômée de l'ESCP Europe, titulaire d'un DESS de droit des affaires et fiscalité à Paris II-Assas, d'une maîtrise de droit des affaires et fiscalité à Paris II-Assas, d'une maîtrise d'histoire à la Sorbonne Université et du Certificat d’aptitude à la profession d’avocat, Béatrice Joyaud entre en 1994 au Cabinet américain White & Case à Paris. Intéressée par l’éthique et la déontologie, elle écrit à la suite de la faillite de la Barings, Déontologie et droit des activités financières au Royaume-Uni (1996, ed. Association d'Economie Financière), et, en 2000, crée son cabinet d'avocats.
Elle fait paraître un roman, Plaisir en bouche, chez Gallimard en 2001, un roman qui raconte le destin d'un chef de cuisine doté d'un extraordinaire sens du goût. Ce roman remporte un succès auprès du public et des critiques[réf. nécessaire]. Suit un livre sur un peintre contemporain, puis, en 2012, Cultivez vos enfants! De Babar à Balzac, un guide recensant 120 grandes œuvres en prose de la littérature enfantine, salué par Luc Ferry, qui a pour objectif de donner le goût de la lecture aux enfants.
Béatrice Joyaud collectionne l'art moderne et contemporain. En 2020, Béatrice Joyaud fonde Pearl Collection, la partie de sa collection d'art qui rassemble des œuvres d'artistes majeurs dans l'art minimal et conceptuel[réf. nécessaire]. Pearl Collection soutient des maisons d'édition dans leurs publications d'ouvrages sur des artistes (Simon Hantaï, Eugène Leroy, etc.) et réalise des actions de mécénat pour aider à la diffusion de la culture,.
Depuis 2022, Béatrice Joyaud préside le Comité Histoire de la Société des amis du Musée d'Art moderne de Paris. Béatrice Joyaud est également membre du Comité Mission Recherche du Musée national d'Art moderne.

## Filmographie
- Best Served Cold : en partenariat avec le producteur oscarisé Timothy Burrill, Arcadia Moving Pictures UK produit Best Served Cold[3], une adaptation du roman Plaisir en bouche.